# Fūrin
El fūrin error: {{nihongo}}: Cal text en japonès o romaji (help), pronunciat fuurin i traduït literalment com a "campaneta de vent", és un element decoratiu tradicional d'origen japonès que sona per l'acció d'un petit batall lleuger, connectat a un element que capta el vent (normalment un paper amb un poema o una pregària), sobre una campaneta, uns cilindres sonors o un picarol. Es comença a col·locar a les cases, generalment en les finestres o portes, al principi de l'estiu. Gaudeixen de gran popularitat en la cultura japonesa, sent ja gairebé un ritu, i es poden comprar al carrer a venedors ambulants que els fan sonar com a reclam. Els seus colors sovint evoquen objectes o substàncies refrescants com l'aigua fresca i el metall.

## Forma i ús
Es compon d'una campana de forma arrodonida que sol fer-se de diversos materials com vidre, ceràmica, metall, etc. de la campana penja una corda que està unida en el seu extrem a un paper, que en ser mogut pel vent, mou un petit batall que colpeja la campana i la fa sonar. La seva mida no sol ser superior al d'un puny, i normalment són molt més petits.
La funció és aquestes campanetes és emfatitzar la sensació de la brisa que refresca el calorós ambient estiuenc. L'intent de maximitzar l'experiència sensitiva és una cosa que està present en molts aspectes de la tradició cultural japonesa, com per exemple en la foscor dels Tokonoma.

## Història

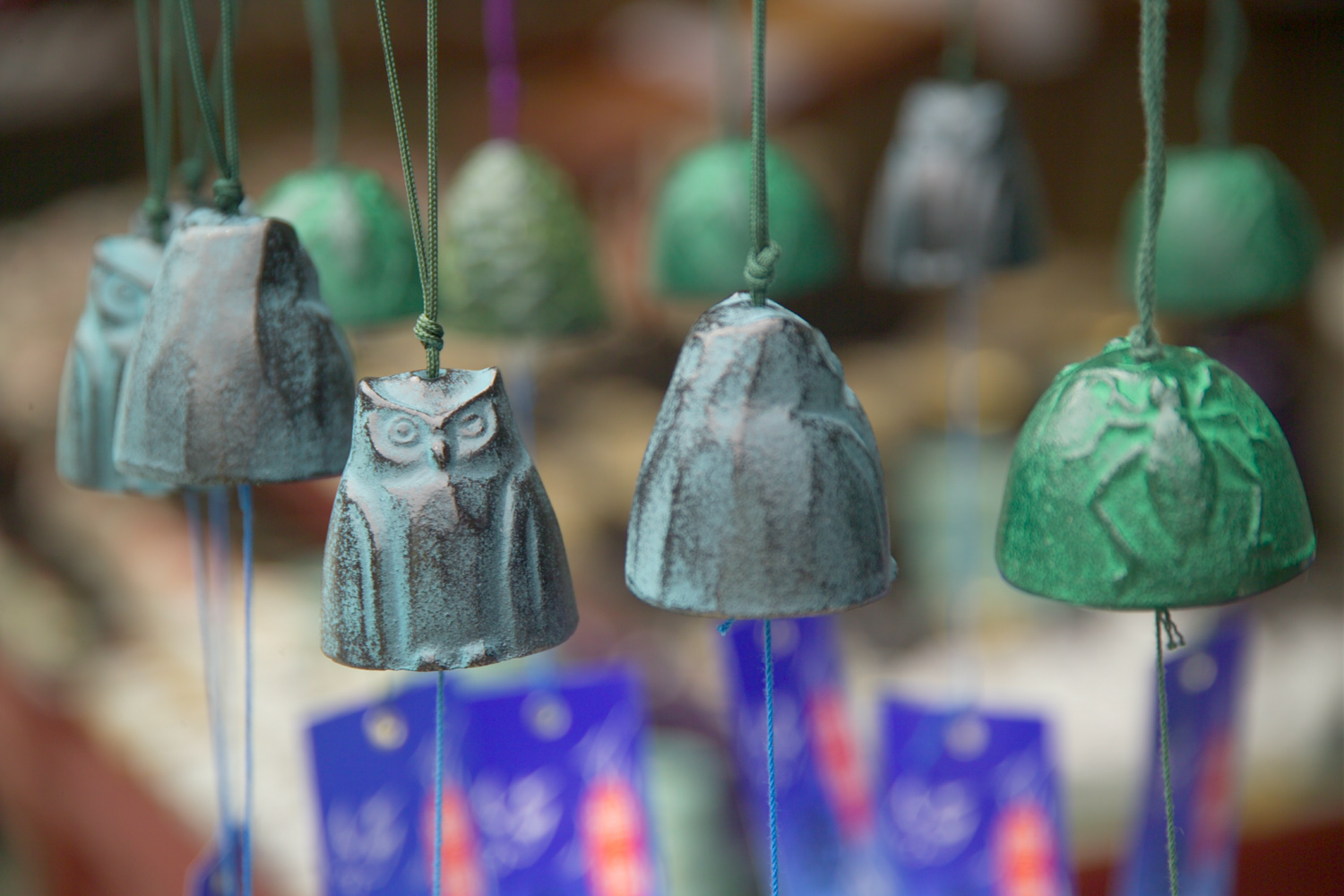
Antigues campanetes fuurin de bronze i coure.

Els fūrin provenen originalment de la Xina, on es deien "风 铎" (fuutaku) campaneta de la fortuna. Allà eren utilitzades per conèixer la direcció i la força del vent en els camps de bambú, dels que es penjaven. Van ser introduïts al Japó pels antics monjos budistes que van viatjar a la Xina, tornant amb aquest objecte. No obstant això la seva funció original va ser oblidada en arribar a l'illa. Allà van ser penjats de les quatre cantonades dels temples per foragitar el mal i portar tranquil·litat, i es va divulgar el rumor que en els llocs on se sentia el seu so, no passarien desastres. El seu nom va passar a ser "futaku", i més tard, en el període Kamakura, el seu nom va derivar als caràcters de "风铃", i la seva lectura a "furei". Aquesta última lectura, donada pels monjos, és el que va evolucionar a l'actual: "fūrin".
El material utilitzat en la seva fabricació sempre va ser el coure, però cap a l'any 1700 es van començar a crear campanetes de vidre. La raó d'aquesta modificació tant tardana és que la tècnica necessària per treballar el vidre d'una manera tan delicada no es va perfeccionar al Japó fins aquestes dates. Una de les primeres ciutats on es va començar a fabricar aquests fūrin de vidre va ser Nagasaki, seguit més tard per Osaka, Kyoto i Edo, causant gran sensació, encara que el seu preu fos molt alt. En poc temps, la tecnologia per a la creació de vidre es va fer més barata i abans de començar l'era Meiji (1887), les campanetes de vidre van entrar en el seu apogeu.